# Септобазидиевые
Септобазидиевые (лат. Septobasidiales) — порядок грибов, входящий в класс Пукциниомицеты (Pucciniomycetes). По данным 10-го издания Словаря грибов Эйнсуорта и Бисби, включает единственное семейство Septobasidiaceae с 7 родами (1 — формальный род с анаморфами) и 179 видами.

## Описание
Септобазидиевые паразитируют на колониях насекомых щитовок. Плодовые тела уплощённые, приросшие к субстрату. Поверхность их губчатая или кожистая. Гаустории имеются в клетках насекомых. Гифы гриба без пряжек, с тонкими стенками. Споры обычно образуются на поверхности плодовых тел, эллиптической или колбасовидной формы, прозрачные, с тонкими гладкими стенками. Базидии, на которых они расположены, появляются из толстостенных крайних клеток, они обладают заметными септами, часто цилиндрические. У некоторых видов имеются анаморфы.
Представители семейства широко распространены в тропическом и умеренном климате.

## Таксономия
Долгое время септобазидиевые причислялись к резупинатным представителям телефоровых, однако по современным представления они не родственны этому порядку.

### Синонимы
- Glenosporaceae Nann., 1934

### Роды
- ? Aphelariopsis Jülich, 1982
- Auriculoscypha D.A.Reid & Manim., 1985
- Coccidiodictyon Oberw., 1989
- ? Ordonia Racib., 1909
- Septobasidium Pat., 1892, nom. cons. — Септобазидиум
- Uredinella Couch, 1937 — Урединелла